# Bảo tàng Bức tường Pomeranian ở Wałcz
Bảo tàng Bức tường Pomeranian ở Wałcz (tiếng Ba Lan: Muzeum Wału Pomorskiego w Wałczu) là một bảo tàng tọa lạc tại số 99/19 phố Quân đội Ba Lan, Wałcz, Ba Lan.

## Triển lãm
Bảo tàng Bức tường Pomeranian ở Wałcz sở hữu một bộ sưu tập các quân phục và thiết bị quân sự từng xuất hiện trong Chiến tranh thế giới thứ hai. Bảo tàng này sắp xếp triển lãm theo bốn chủ đề:
- Sự khởi đầu việc xây dựng Bức tường Pomeranian - là một cuộc triển lãm về các lực lượng vũ trang của quân đội Đức Quốc xã từ năm 1934 đến năm 1945. Các hiện vật thuộc chủ đề này bao gồm xe máy, máy đo tầm xa của pháo binh, bộ sưu tập ủng mùa đông, MP-40, StG 44, Beretta 38/42, Karabiner 98k, và một số thứ khác
- Hồng quân năm 1945
- Quân đoàn Ba Lan số 1 - là một cuộc triển lãm về các quân phục, vũ khí và trang thiết bị cấp cho người lính Ba Lan trong các năm 1943 - 1945
- Lịch sử của các trại tù binh ở các vùng đất Wałeckie

Bộ sưu tập của bảo tàng này ngày càng lớn hơn với sự xuất hiện của nhiều hiện vật mới. Tuy nhiên, nhiều đồng phục và thiết bị hiện chưa được trưng bày do không gian triển lãm của bảo tàng còn hạn chế.